# Mädchen Amick
Mädchen Amick (Sparks, Nevada, 1970. december 12. –) amerikai színész, producer és filmrendező.

## Pályafutása
Szülei Judy és Bill Amick. Német származású szülei azért adták neki a Mädchen nevet (német szó, jelentése: kislány), mert valami szokatlan és különleges nevet szerettek volna. Szülei már kiskorában arra ösztönözték, hogy kövesse kreatív ösztöneit. Ezért szinte mindent kipróbált: tanult zongorázni, hegedülni, gitározni. Balett-, jazz- és moderntánc-órákat vett. 16 évesen otthagyta a középiskolát és Los Angelesbe költözött, hogy megkezdje színészi karrierjét.
Első szerepét a Star Trek: Az új nemzedék című sorozat egyik epizódjában kapta. Majd szerepelt a Baywatch első epizódjában. Az igazi áttörés 1990-ben jött el számára. Megkapta a szerencsétlen sorsú pincérnő, Shelly Johnson szerepét David Lynch induló sorozatában, a Twin Peaksben. Ezért az alakításért Soap Opera Digest díjra jelölték a Legjobb mellékszereplő kategóriában. Karaktere olyan népszerű volt, hogy a pár évvel később bemutatott előzményfilm, a Twin Peaks – Tűz, jöjj velem!-ben is felbukkant.
1992-ben a Stephen King művéből készült horrorban, az Alvajárókban szerepelt. 1994-ben James Spader volt a partnere az Álmaim asszonya című thrillerben. Ezért a szerepért 1995-ben Saturn-díjra jelölték.
Bár időről időre felbukkant a filmvásznon, a legnagyobb sikereit a televízióban érte el. 1995-ben visszatért a képernyőre a Central Park West című sorozatban. Majd az 1998-ban felújított Fantasy Island állandó szereplője lett. Szerepelt a Dawson és a haverok, a Vészhelyzet, a Szívek szállodája és a Joey több epizódjában. 2006-ban a Freddie című vígjátéksorozatban volt látható. Majd a Gossip Girl – A pletykafészek 2. évadában alakította Chace Crawfor szeretőjét, de a Kaliforniában is megmutatta tökéletes alakját. 2013-ban a Lifetime misztikus sorozatában, a Witches of East Endben kapott szerepet. 2015-ben néhány epizód erejéig az Amerikai Horror Story ötödik évadában vállalt vendégszereplést. 2016-ban rendezőként is kipróbálta magát. Lánya, Mina Tobias klipjéhez, a Kings & Queens-hez készített videót és még a klipben is szerepet vállalt. 2017-ben a Riverdale című sorozatban kapott szerepet , valamint a Twin Peaks folytatásában ismét Shelley Johnson bőrébe bújt.
Mädchen 1992 óta boldog házasságban él David Alexis zeneszerzővel. Két gyermekük született.

## Filmjei
- Ármány és szenvedély (1988)
- Star Trek: Az új nemzedék (1989)
- Baywatch (1989)
- Twin Peaks (1989-1991)
- Ma este harapok (1990)
- A szerelem Harley Davidsonon érkezik (1990)
- Alvajárók (1992)
- Twin Peaks – Tűz, jöjj velem! (1992)
- Álmaim asszonya (1993)
- Csalás és ámítás (1993)
- A paradicsom foglyai (1994)
- Bukott angyalok (1995)
- Central Park West (1995-1996)
- Sebzett vad (1997)
- Bombasztori (1997)
- Űzött vad (1998)
- Fantasy Island (1998-1999)
- Dawson és a haverok (1999)
- Mindörökké rock 'n' roll: Az Alan Freed sztori (1999)
- Akasztófa-játék (2001)
- Maffiák kereszttüzében (2001)
- Patkányok (2002)
- Világvírus (2002)
- Szívek szállodája (2002-2003)
- Bírósági mesék (2003)
- Ed (2003)
- Vészhelyzet (2004-2005)
- Rendezd meg a halálod! (2005)
- Joey (2005)
- Freddie (2005-2006)
- Esküdt ellenségek (2006)
- Váltságdíj (2006-2007)
- Shark – Törvényszéki ragadozó (2008)
- Gossip Girl – A pletykafészek (2008)
- Kaliforgia (2008)
- Elsőszámú ellenségem (2008)
- A hatalom hálójában (2010)
- New York-i helyszínelők (2010)
- Imák mindhiába (2010)
- A pap – Háború a vámpírok ellen (2011)
- A nagy svindli (2011)
- Psych – Dilis detektívek (2012)
- Célkeresztben (2012)
- Mad Men – Reklámőrültek (2012)
- Ringer - A vér kötelez (2012)
- Haláli testcsere (2012)
- A szépség és a szörnyeteg (2012)
- Longmire (2013-2014)
- Született boszorkányok (2013-2014)
- Twin Peaks: The Missing Pieces (2014)
- Amerikai Horror Story (2015)
- Második esély (2016)
- Twin Peaks (2017)
- Riverdale (2017-2022)

## Érdekességek
Jó barátságot ápol David Lynch-csel és Sarah Michelle Gellarral. Utóbbival akkor barátkozott össze, amikor Sarah férjével, Freddie Prinze Jr.-ral együtt szerepelt a Freddie című sitcomban.
Szerepelt Dweezil Zappa (My Guitar Wants To Kill Your Mamma) és a Cheap Trick (Don’t Be Cruel) videóklipjében.
1993-ban szerepelt a Georgia Coffee reklámfilmjében, amit David Lynch rendezett.
Újabban videóklip rendezőként is kipróbálta magát. Lánya, Mina Tobias klipje mellett , fia Sly Beets (Sylvester Time Amick-Alexis) két klipjét is ő rendezte.

## További információ
- Mädchen Amick a Facebookon
- Mädchen Amick a PORT.hu-n (magyarul)
- Mädchen Amick az Internetes Szinkronadatbázisban (magyarul)
- Mädchen Amick az Internet Movie Database-ben (angolul)